# 2017 w literaturze
Wydarzenia literackie w 2017 roku.

## Wydarzenia
- Rok 2017 ogłoszono Rokiem Josepha Conrada Korzeniowskiego
- W Zamościu ogłoszono Rok Bolesława Leśmiana[1][2]
- W dniach 18 do 21 maja odbyły się na Stadionie Narodowym Warszawskie Targi Książki
- W dniach 11 do 15 października odbyły się we Frankfurcie nad Menem Międzynarodowe Targi Książki
- W dniach 26 do 29 października odbyły się w Krakowie 21 Międzynarodowe Targi Książki
- W dniach 23 do 29 października odbył się w Krakowie Festiwal Conrada
- W dniach 23 listopada do 3 grudnia pod hasłem "Nie/podległość awangardy" odbył się w Łodzi XI festiwal Puls literatury

## Proza beletrystyczna i literatura faktu

### Język polski

#### Pierwsze wydania
- Dagmara Andryka – Trąf, trąf, Misia, Bela (Prószyński Media)[3]
- Katarzyna Archimowicz – Nadwiślańskie serca (Wydawnictwo Czarne)[4]
- Kamil Bałuk – Wszystkie dzieci Louisa (Wydawnictwo Dowody na Istnienie)[5]
- Bartłomiej Basiura – Reset (Videograf)[6]
- Bartek Biedrzycki – Dworzec Śródmieście (Fabryka Słów)[7]
- S.M. Borowiecky
  - Ani żadnej rzeczy (Wydawnictwo Szpalta)[8]
  - Która jego jest (Wydawnictwo Szpalta)[9]
- Wojciech Chmielarz – Zombie (Wydawnictwo Czarne)[10]
- Michał Cholewa – Echa[11]
- Rafał Cichowski – Pył Ziemi (SQN Sine Qua Non)[12]
- Jakub Ćwiek – Grimm City. Bestie (SQN Sine Qua Non)[13]
- Ryszard Ćwirlej
  - Milczenie jest srebrem (Muza)[14]
  - Tylko umarli wiedzą (Wydawnictwo Czwarta Strona)[15]
- Sylwia Dubielecka – Klątwa przeznaczenia (Wydawnictwo Novae Res)[16]
- Małgorzata Falkowska – Gorzej być (nie) może (Wydawnictwo Videograf)[17]
- Izabella Frączyk – Koncert cudzych życzeń (Prószyński Media)[18]
- Natasza Goerke – Tam (Wydawnictwo Czarne)[19]
- Weronika Gogola – Po trochu (Książkowe Klimaty)[20]
- Barbara Goralczuk – Miód (Fundacja Sąsiedzi)[21].
- Jarosław Grzędowicz – Hel 3 (Fabryka Słów)[22]
- Paulina Hendel – Pusta noc (Wydawnictwo Czwarta Strona)[23]
- Liliana Hermetz – Costello: przebudzenie (Grupa Wydawnicza Foksal)[24]
- Damian Jackowiak – Tożsamość zbrodni (Wydawnictwo Novae Res)[25]
- Aneta Jadowska – Akuszer bogów (SQN Sine Qua Non)[26]
- Konrad Janczura – Przemytnicy (Korporacja Ha!art)[27]
- Jarosław Kamiński – Tylko Lola (Wydawnictwo W.A.B.)[28]
- Anna Kańtoch
  - Niepełnia (Powergraph)[29]
  - Wiara (Wydawnictwo Czarne)[30].
- Anna Klejzerowicz – Królowa śniegu (Wydawnictwo Filia)[31]
- Magdalena Knedler
  - Dziewczyna z daleka (Wydawnictwo Novae Res)[32]
  - Historia Adeli (Wydawnictwo Novae Res)[33]
- Agata Kołakowska – Kolejny rozdział (Prószyński i S-ka)[34]
- Magdalena Kordel – Córka wiatrów (Społeczny Instytut Wydawniczy „Znak”)[35]
- Maja Lidia Kossakowska – Bramy Światłości. Tom 1 (Fabryka Słów)[36]
- Magdalena Kozak – Młody (Fabryka Słów)[37]
- Dominik Kozar – Wyklęty '48 (Muza)[38]
- Aleksandra Krupa – Projekt mąż (Wydawnictwo Novae Res)[39]
- Stanisław Kuczkowski – Dziura (Wydawnictwo Psychoskok)[40]
- Wojciech Kuczok – Czarna (Wydawnictwo Od Deski Do Deski)[41]
- Katarzyna Kwiatkowska – Zgubna trucizna (Wyd. Znak)[42]
- Berenika Lenard, Piotr Mikołajczak – Szepty kamieni: historie z opuszczonej Islandii (Wydawnictwo Otwarte)[43]
- Kazimierz Kyrcz jr. – Dziewczyny, które miał na myśli (Wydawnictwo Pocisk)[44]
- Konrad T. Lewandowski – Ksin na Bagnach Czasu (Wydawnictwo „Nasza Księgarnia”)[45]
- Agnieszka Lingas-Łoniewska
  - Boys from hell (Wydawnictwo Novae Res)[46]
  - Wszystko wina kota! (Wydawnictwo Novae Res)[47]
- Aleksandra Lipczak – Ludzie z placu Słońca (Dowody na Istnienie)[48]
- Nina Majewska-Brown – Grzech (Dom Wydawniczy Rebis)[49]
- Adam Magdoń – RzeczpostApokaliptyczna Polska (Wydawnictwo AlterNatywne)[50]
- Anna Klara Majewska – Majorka w niebieskich migdałach (Wydawnictwo Wielka Litera)[51]
- Paweł Majka
  - Berserk (Wydawnictwo Filia)[52]
  - Wojny przestrzeni (Genius Creations)[53]
- Jakub Małecki – Rdza (Wydawnictwo Sine Qua Non)[54]
- Marta Matyszczak
  - Tajemnicza śmierć Marianny Biel (Publicat)[55]
  - Zbrodnia nad urwiskiem (Publicat)[56]
- Katarzyna Michalak – Czerwień jarzębin (Społeczny Instytut Wydawniczy „Znak”)[57]
- Lucyna Mijas – Kukła i inne opowieści terapeutyczne (Wydawnictwo Novae Res)[58]
- Katarzyna Misiołek – Ironia losu („Muza”)[59]
- Katarzyna Berenika Miszczuk – Żerca (Wydawnictwo W.A.B.)[60]
- Monika Mostowik – Patrzę (Wydawnictwo JanKa)[61]
- Andrzej Muszyński – Fajrant (Wydawnictwo Literackie)[62]
- Beata Nowosielska – Labirynt strachu (Wydawnictwo Novae Res)[63]
- Agnieszka Olszanowska – Tajemnica dziesiątej wsi (Prószyński Media)[64]
- Michał Olszewski – Upał (Znak)[65]
- Joanna Opiat-Bojarska – To koniec, Anno (Wydawnictwo Czwarta Strona)[66]
- Łukasz Orbitowski – Exodus (SQN Sine Qua Non)[67]
- Jacek Ostrowski – Ostatnia wizyta (Od Deski Do Deski)[68]
- Tomasz Piątek – Macierewicz i jego tajemnice (Wydawnictwo Arbitror)[69]
- Jacek Piekiełko – Ciemne siły (Videograf II)[70]
- Agnieszka Pietrzyk – Czas na miłość, czas na śmierć (Dom Wydawniczy Rebis)[71]
- Jerzy Pilch – Portret młodej wenecjanki (Wydawnictwo Literackie)[72]
- Andrzej Pilipiuk – Wilcze leże (Fabryka Słów)[73]
- Adam Podlewski – Wars i Sawa (Wydawnictwo Fantom)[74]
- Agnieszka Pruska – Zwłoki powinny być martwe (Wydawnictwo Oficynka)[75]
- Agata Przybyłek – Kobiety wzdychają częściej (Wydawnictwo Czwarta Strona)[76]
- Marcin Przybyłek – Orzeł Biały 2 (Dom Wydawniczy Rebis)[77]
- Katarzyna Puzyńska – Czarne narcyzy (Prószyński i S-ka)[78]
- Joanna Pypłacz – Mechaniczna ćma (Videograf II)[79]
- Jacek Radzymiński – Rozeznanie duchów (Wydawnictwo Fantom)[80]
- Małgorzata Rogala
  - Ważka (Wydawnictwo Czwarta Strona)[81]
  - Zastrzyk śmierci (Wydawnictwo Czwarta Strona)[82]
- Jan Rychter – Rekonstrukcje (Wydawnictwo Novae Res)[83]
- Aga Sarzyńska – Barszalona (Wydawnictwo Literackie)[84]
- Maciej Siembieda – 444 (Wydawnictwo Wielka Litera)[85]
- Mariusz Sieniewicz – Plankton (Społeczny Instytut Wydawniczy „Znak”)[86].
- Monika Siuda – Bezsenność (Wydawnictwo Pocisk)[87]
- Magdalena Stachula – Trzecia (Społeczny Instytut Wydawniczy „Znak”)[88]
- Marek Stelar – Niepamięć (Wydawnictwo Filia)[89]
- Joanna Sykat – Niebo pod Śnieżką (Wydawnictwo Replika)[90]
- Robert Szmidt – Toy land (Rebis)[91]
- Edyta Świętek – Łąki kwitnące purpurą (Wydawnictwo Replika)[92]
- Olga Tokarczuk – Zgubiona dusza (Wydawnictwo Format)[93]
- Sylwia Trojanowska – Szept wiatru (Wydawnictwo Videograf)[94]
- Maria Ulatowska i Jacek Skowroński – Tylko milion (Prószyński i S-ka)[95]
- Karolina Wilczyńska – Właśnie dziś, właśnie teraz (Wydawnictwo Czwarta Strona)[96]
- Michał Radomił Wiśniewski – Hello world (Wydawnictwo Krytyki Politycznej)[97]
- Magdalena Witkiewicz – Czereśnie zawsze muszą być dwie (Wydawnictwo Filia)[98]
- Katia Wolska
  - Darzbór : wśród lasów (Wydawnictwo W.A.B.)[99]
  - Gracze lubią emocje (Wydawnictwo W.A.B.)[100]
  - Śladami przodków i miłości (Wydawnictwo W.A.B.)[101]
  - Temida umie kochać (Wydawnictwo W.A.B.)[102]
  - Terapia jak z filmu (Wydawnictwo W.A.B.)[103]
- Magdalena Zimniak – Odezwij się (Wydawnictwo Prozami)[104]
- Jakub Żulczyk – Wzgórze psów (Świat Książki)[105]
- Iwona Żytkowiak
  - Matka swojej córki (Prószyński i S-ka)[106]
  - Tam, gdzie twój dom (Prószyński i S-ka)[107]

### Tłumaczenia
- Fredrik Backman – Pozdrawiam i przepraszam, przeł. Magdalena Greczichen (Sonia Draga)[108]
- Julian Barnes – Zgiełk czasu (The noise of time), przeł. Dominika Lewandowska-Rodak (Świat Książki)[109]
- Simon Beckett – Niespokojni zmarli (Restless dead), przeł. Sławomir Kędzierski (Wydawnictwo Czarna Owca)[110]
- Marie Bennett – Hotel Angleterre (Hotel Angleterre), przeł. Dominika Górecka (Wydawnictwo Marginesy)[111]
- Anna Bolavá – W ciemność (Do tmy), przeł. Agata Wróbel (Książkowe Klimaty)[112]
- Robert Bryndza – Nocny stalker (The night stalker), przeł. Emilia Skowrońska (Wydawnictwo Filia)[113]
- Michel Bussi – Mama kłamie (Maman a tort), przeł. Maria Braunstein, Natalia Krasicka (Świat Książki)[114]
- Maxime Chattam – Sen śmiertelników (Le coma des mortels), przeł. Krystyna Szeżyńska-Maćkowiak (Sonia Draga)[115]
- Chris Cleave – Dzielnym będzie przebaczone (Everyone Brave Is Forgiven), przeł. Bohdan Maliborski (Świat Książki)[116]
- Tillie Cole – Tysiąc pocałuków (A thousand boy kisses), przeł. Katarzyna Agnieszka Dyrek (Wydawnictwo Filia)[117]
- Joseph Delaney – Mroczna armia (The Dark Army), przeł. Paulina Braiter (Wydawnictwo Jaguar)[118]
- J.P. Delaney – Lokatorka (Girl before), przeł. Mariusz Gądek (Wydawnictwo Otwarte)[119]
- Jenn Díaz – Matka i córka (Madre e Hija), przeł. Andrzej Flisek (Prószyński i S-ka)[120]
- Jorge Díaz – Listy do pałacu (Cartas a palacio), przeł. Barbara Jaroszuk (Dom Wydawniczy Rebis)[121]
- Emma Donoghue – Cud (The wonder), przeł. Ewa Borówka (Sonia Draga)[122]
- Anne Enright – Zapomniany walc (The forgotten waltz), przeł. Grzegorz Buczkowski (Wydawnictwo Wiatr od Morza)[123]
- Caroline Ericksson – Zniknięcie (De försvunna), przeł. Paulina Rosińska (Wydawnictwo Marginesy)[124]
- Gaël Faye – Tęsknota (Petit Pays), przeł. Katarzyna Marczewska (Wydawnictwo W.A.B.)[125]
- Richard Flanagan – Pragnienie (Wanting), przeł. Maciej Świerkocki (Wydawnictwo Literackie)[126]
- Evald Flisar – Obserwator (Opazovalec), przeł. Marlena Gruda (Wydawnictwo Ezop)[127]
- Lisa Gardner – Dom dla lalek (Crash and Burn), przeł. Daria Kuczyńska-Szymała (Sonia Draga)[128]
- Almudena Grandes – Pocałunki składane na chlebie (Los besos en el pan), przeł. Katarzyna Okrasko (Sonia Draga)[129]
- Peter F. Hamilton – Otchłań bez snów (The Abyss Beyond Dreams), przeł. Zbigniew A. Królicki (Zysk i S-ka)
- Jane Harper – Susza (The dry), przeł. Magdalena Nowak (Wydawnictwo Czarna Owca)[130]
- Stefan Hertmans – Głośniej niż śnieg (Harder dan sneeuw), przeł. Alicja Oczko (Wydawnictwo Marginesy)[131]
- Tetsuya Honda – Przeczucie (ストロベリーナイト), przeł. Rafał Śmietana (Znak)[132]
- Petra Hůlová, Macocha, przeł. Julia Różewicz (Wydawnictwo Afera)
- Arnaldur Indriðason – Ciemna rzeka (Myrká), przeł. Jacek Godek (Wydawnictwo W.A.B.)[133]
- Wiktor Jerofiejew – Ciało, przeł. Michał B. Jagiełło (Czytelnik)[134]
- Josef Karika – Strach (Strach), przeł. Joanna Betlej (Wydawnictwo Stara Szkoła)[135]
- Samantha King – Wybór (The Choice), przeł. Katarzyna Ciążynska (HarperCollins)[136]
- Tibor Noé Kiss – Incognito (Inkognitó), przeł. Daniel Warmuz (Książkowe Klimaty)[137]
- Alex Marwood – Najmroczniejszy sekret (The darkest secret), przeł. Rafał Lisowski (Wydawnictwo Albatros)[138]
- Jojo Moyes:
  - Dziewczyna, którą kochałeś (The Girl You Left Behind), przeł. Nina Dzierżawska (Społeczny Instytut Wydawniczy „Znak”)[139]
  - Jojo Moyes – We wspólnym rytmie (Horse dancer), przeł. Agnieszka Myśliwy (Między Słowami)[140]
- B.A. Paris – Za zamkniętymi drzwiami (Behind Closed Doors), przeł. Janusz Ochab (Albatros)[141]
- Siri Pettersen – Evna (Evna), przeł. Anna Krochmal, Robert Kędzierski (Dom Wydawniczy Rebis)[142]
- Sarah Pinborough(inne języki) – Co kryją jej oczy (Behind her eyes), przeł. Maciejka Mazan (Prószyński Media)[143]
- Ján Púček – Przez ucho igielne (sploty) (Uchom ihly (pletky), przeł. Weronika Gogola (Książkowe Klimaty)[144]
- Petr Šabach – Dowód osobisty, przeł. Julia Różewicz (Wydawnictwo Afera)
- Kazuki Sakuraba – Czerwone dziewczyny: legenda rodu Akakuchibów (Akakuchiba-ke no densetsu), przeł. Łukasz Małecki (Wydawnictwo Literackie)[145]
- Jill Santopolo – Światło, które utraciliśmy (The Light We Lost), przeł. Mateusz Borowski (Wydawnictwo Otwarte)[146]
- Emma Straub – Współcześni kochankowie, przeł. Maja Justyna (Dom Wydawniczy Rebis)[147]
- Guðmundur Andri Thorsson – Miasteczko w Islandii (Valeyrarvalsinn), przeł. Jacek Godek (Wydawnictwo Wielka Litera)[148]
- Wells Tower – Ruiny i zgliszcza (Everything Ravaged, Everything Burned), przeł. Michał Kłobukowski (Wydawnictwo Karakter)[149]
- Antti Tuomainen – Kopaliśmy sobie grób (Kaivos), przeł. Edyta Jurkiewicz-Rohrbacher (Albatros)[150]
- Jussi Valtonen(inne języki) – Nie wiedzą, co czynią (He eivät tiedä mitä tekevät), przeł. Sebastian Musielak (Wydawnictwo W.A.B.)[151]
- Abbi Waxman – Ogród małych kroków (The Garden of Small Beginnings), przeł. Martyna Tomczak (Wydawnictwo Otwarte)[152]
- Colson Whitehead – Kolej podziemna: czarna krew Ameryki (The Underground Railroad), przeł. Rafał Lisowski (Wydawnictwo Albatros))[153]
- Connie Willis – Pojedynek na słowa (Crosstalk), przeł. Izabela Matuszewska (Wydawnictwo Albatros)[154]
- Andrew Wilson – Królowa zbrodni (Talent for murder), przeł. Magda Białoń-Chalecka (Wydawnictwo Bukowy Las)[155]

### Język angielski
- Terry Pratchett – Father Christmas’s Fake Beard (Sztuczna broda Świętego Mikołaja)
- Adam Kay – This Is Going to Hurt (Będzie bolało)
- Emily R. King – The Hundredth Queen (Setna Królowa)

### Pozostałe języki
- Jáchym Topol – Wrażliwiec (Citlivý člověk, Torst)

## Eseje, szkice i felietony
- Dawid Jung – Polska, ulubiona masochistka Europy (Konfraternia Teatralna)[156]
- Małgorzata Łukasiewicz – Pięć razy o przekładzie (Karakter)
- Łukasz Orbitowski – Rzeczy utracone. Notatki człowieka posttowarzyskiego (Zwierciadło)[157]
- Marcin Wicha – Rzeczy, których nie wyrzuciłem (Wydawnictwo Karakter)[158]

### Tłumaczenia
- William Butler Yeats, Eseje, wybór i przekład Leszek Engelking (Officyna)

## Poezja

### Język polski
- Wojciech Bonowicz – Druga ręka (Wydawnictwo a5)
- Marian Czuchnowski – Szpik egzystencji, oprac. i posłowie Michał Stefański (Oficyna 21)
- Julia Fiedorczuk – Psalmy (Fundacja na rzecz Kultury i Edukacji im. Tymoteusza Karpowicza)
- Darek Foks – Kronsztad (WBPiCAK)
- Jacek Gutorow – Rok bez chmur (WBPiCAK)
- Jerzy Jarniewicz – Puste noce (Biuro Literackie)
- Łukasz Jarosz – Stopień pokrewieństwa (Biuro Literackie)
- Joanna Kulmowa – Jeszcze 37 wierszy („Iskry”)
- Natalia Malek – Kord (WBPiCAK i Staromiejski Dom Kultury w Warszawie)
- Karol Maliszewski – Przypadki Pantareja. Wiersze dla małych i dużych
- Piotr Mitzner – Klerk w studni (TCHU)
- Piotr Mitzner – Ulica tablic (TCHU)
- Marta Podgórnik – Zimna książka (Biuro Literackie)
- Krystyna Rodowska – Jest się czymś więcej (Wydawnictwo VIDI)
- Jarosław Marek Rymkiewicz – Metempsychoza (Fundacja Eviva L’arte)
- Andrzej Sosnowski – Trawers (Biuro Literackie)
- Piotr Szewc – Światełko (Wydawnictwo Literackie)
- Ilona Witkowska – Lucyfer zwycięża (Ha!art)
- Joanna Lech – Piosenki Pikinierów (Wydawnictwo FORMA)

### Polskie tłumaczenia poetów obcych
- Federico García Lorca – Gips i jaśmin. Poezje wybrane, przeł. Leszek Engelking (Officyna)
- José Ángel Leyva – Wiersze, przeł. Krystyna Rodowska (Podkarpacki Instytut Książki i Marketingu)

## Prace naukowe i biografie

### Język polski
- Magda Ebert – Rokokowe i sentymentalne wizje natury w twórczości poetów polskiego oświecenia: Koblański - Karpiński (Andrzej Kobrzycki)[159]
- Zuzanna Guty, Sonet w poezji polskiej po 1956 roku(Wydawnictwo KUL)
- Maciej Jaworski, Nowoczesny Orfeusz. Interpretacje mitu w literaturze polskiej XX–XXI wieku (Instytut Badań Literackich PAN. Wydawnictwo)
- Katarzyna Kuroczka, Literatura światów planowanych. O prozie socrealistycznej na Górnym Śląsku (Katarzyna Kuroczka; Druk: Offsetdruk i media sp. z o.o.)[160]
- Tadeusz Lubelski – Nowa Fala 60 lat później (Universitas)
- Piotr Łopuszański – Bolesław Leśmian w Warszawie (Skarpa Warszawska)
- Marek Łuszczyna – Mała zbrodnia: polskie obozy koncentracyjne (Społeczny Instytut Wydawniczy „Znak”)[161]
- Agnieszka Potyrańska – Motywy demonologiczne w poezji Zinaidy Gippius (w ujęciu kontekstualnym) (Wydawnictwo Uniwersytetu Marii Curie-Skłodowskiej)
- Claudia Snochowska-Gonzalez – Wolność i pisanie: Dorota Masłowska i Andrzej Stasiuk w postkolonialnej Polsce (Oficyna Naukowa)[162]
- Klementyna Suchanow – Gombrowicz. Ja, geniusz (Wydawnictwo Czarne)
- Monika Śliwińska – Wyspiański. Dopóki starczy życia (Wydawnictwo Iskry)
- Mariusz Urbanek – Makuszyński. O jednym takim, któremu skradziono słońce (Czarne)[163]

## Zmarli
- 2 stycznia – John Berger, brytyjski prozaik i krytyk sztuki (ur. 1926)
- 3 stycznia – Ivo Brešan, chorwacki pisarz i dramaturg (ur. 1936)
- 6 stycznia – Ricardo Piglia, argentyński pisarz i scenarzysta filmowy (ur. 1941)
- 7 stycznia – Zsuzsa Vathy, węgierska pisarka (ur. 1940)
- 12 stycznia – William Peter Blatty, amerykański pisarz (ur. 1928)
- 15 stycznia
  - Mieczysław Maliński, polski pisarz katolicki, ksiądz (ur. 1923)
  - Józef Tomasz Pokrzywniak, polski historyk literatury (ur. 1947)
- 18 stycznia
  - Peter Henry Abrahams, południowoafrykański prozaik (ur. 1919)
  - María Nsué Angüe, pisarka i dziennikarka z Gwinei Równikowej (ur. 1945 lub 1950)
- 22 stycznia – Helena Karwacka, polska historyczka literatury (ur. 1930)
- 23 stycznia – Douglas Reeman, brytyjski pisarz marynistyczny (ur. 1924)
- 24 stycznia – Wanda Orlińska, polska ilustratorka książek dla dzieci i młodzieży (ur. 1942)
- 25 stycznia – Harry Mathews, amerykański prozaik i poeta (ur. 1930)
- 28 stycznia – Bharati Mukherjee, amerykańska pisarka bengalskiego pochodzenia (ur. 1940)
- 2 lutego
  - Alicja Skarbińska-Zielińska, polska tłumaczka literatury angielskiej i amerykańskiej (ur. 1949)
  - Predrag Matvejević, chorwacki pisarz, eseista, krytyk literacki (ur. 1932)
- 3 lutego – Dritëro Agolli, albański pisarz i poeta (ur. 1931)
- 4 lutego – Halina Najder, polska tłumaczka literatury pięknej (ur. 1926
- 10 lutego – Władysław Janusz Obara, polski poeta, prozaik, felietonista
- 11 lutego – Jirō Taniguchi, japoński mangaka (ur. 1947)
- 12 lutego – Teresa Dzieduszycka, polska tłumaczka literatury polskiej na język francuski (ur. 1927)
- 16 lutego
  - Dick Bruna, holenderski autor książek dla dzieci (ur. 1927)
  - Józef Poteraj, polski pisarz (ur. 1934)
- 17 lutego – Börge Hellström, szwedzki pisarz (ur. 1957)
- 20 lutego – Marian Łohutko, polski prozaik (ur. 1942)
- 21 lutego
  - Jolanta Klimowicz, polska reportażystka (ur. 1930)
  - Frank Delaney, irlandzki powieściopisarz (ur. 1942)
- 23 lutego – François Chirpaz, francuski tłumacz
- 28 lutego – Zbigniew Strzałkowski, polski poeta i prozaik (ur. 1933)
- 1 marca
  - Zuzanna Czajkowska, polska dziennikarka i tłumaczka (ur. 1930)
  - Paula Fox(inne języki), amerykańska powieściopisarka (ur. 1923)
- 4 marca – Bonnie Burnard, kanadyjska pisarka (ur. 1944)
- 10 marca
  - Bronisława Betlej, polska poetka (ur. 1928)
  - Robert James Waller, amerykański pisarz (ur. 1939)
- 13 marca – Amy Krouse Rosenthal, amerykańska pisarka (ur. 1965)
- 15 marca – Wojciech Młynarski, polski poeta (ur. 1941)
- 16 marca – Torgny Lindgren, szwedzki pisarz (ur. 1938)
- 17 marca – Derek Walcott, pochodzący z Saint Lucia poeta, dramaturg i eseista, laureat literackiej Nagrody Nobla (ur. 1930)
- 18 marca – Bernie Wrightson, amerykański ilustrator (ur. 1948)
- 19 marca – Jimmy Breslin(inne języki), amerykański pisarz (ur. 1928)
- 21 marca
  - Halina Brzoza, polska filolog (ur. 1935)
  - Colin Dexter, brytyjski pisarz (ur. 1930)
  - Marianna Dudek-Maćkowiak, polska pisarka (ur. 1920)
  - Roy Fisher, brytyjski poeta (ur. 1930)
- 22 marca
  - Jan Paweł Gawlik, polski eseista (ur. 1924)
  - Joanne Kyger, amerykańska poetka (ur. 1934)
- 23 marca – Krzysztof Mrozowski, polski poeta (ur. 1943)
- 24 marca – Romuald Romański, polski pisarz
- 27 marca – David Storey(inne języki), angielski powieściopisarz i dramaturg (ur. 1933)
- 29 marca
  - Janusz Koniusz, polski prozaik i poeta (ur. 1934)
  - Juan Bañuelos, meksykański poeta i eseista (ur. 1932)
- 30 marca – Krystyna Goldberg, polska filolog, redaktor, krytyk literacki (ur. 1930)
- 31 marca
  - Irena Doleżal-Nowicka, polska tłumaczka
  - Erwin Kruk, polski poeta, prozaik i eseista (ur. 1941)
- 1 kwietnia – Jewgienij Jewtuszenko, rosyjski poeta i prozaik (ur. 1932)
- 2 kwietnia – Juliusz Wilczur-Garztecki, polski pisarz (ur. 1920)
- 8 kwietnia – Tadeusz Ostaszewski, polski pisarz (ur. 1929)
- 12 kwietnia – Charles Q. Murphy, amerykański pisarz i aktor (ur. 1959)
- 13 kwietnia – Gerd-Peter Eigner, niemiecki pisarz (ur. 1942)
- 22 kwietnia – William Hjortsberg, amerykański pisarz (ur. 1941)
- 24 kwietnia – Robert Pirsig, amerykański prozaik (ur. 1928)
- 28 kwietnia – Andrzej Bieńkowski (satyryk), polski satyryk i poeta (ur. 1925)
- 30 kwietnia – Jean Stein, amerykańska pisarka (ur. 1934)
- 1 maja
  - Anatolij Aleksin, rosyjski pisarz (ur. 1924)
  - Tomasz Burek, polski krytyk literacki (ur. 1938)
- 2 maja – Zbigniew Adrjański, polski literat i dziennikarz (ur. 1932)
- 6 maja – Hugh Thomas, brytyjski pisarz (ur. 1931)
- 8 maja – Jakub Malik, polski literaturoznawca (ur. 1970)
- 9 maja – Alicia Appleman-Jurman, amerykańska autorka pamiętników pochodzenia żydowskiego (ur. 1930)
- 11 maja – Algis Kalėda, litewski literaturoznawca i tłumacz
- 13 maja – Tadeusz Kurowski, polski poeta
- 14 maja – Antoni Chojnacki, polski literaturoznawca
- 24 maja
  - Ann Birstein(inne języki), amerykańska pisarka (ur. 1927)
  - Denis Johnson, niemiecko-amerykański pisarz (ur. 1949)
- 27 maja – Andrzej Wojtaś, polski tłumacz
- 31 maja – Bohdan Wróblewski, polski ilustrator (ur. 1931)
- 1 czerwca – Tankred Dorst, niemiecki prozaik i dramaturg (ur. 1925)
- 2 czerwca – Anna Opacka, polska badaczka literatury polskiej (ur. 1934)
- 4 czerwca – Juan Goytisolo, hiszpański pisarz (ur. 1931)
- 5 czerwca
  - Helen Dunmore(inne języki), brytyjska pisarka i poetka (ur. 1952)
  - Anna Jókai, węgierska pisarka (ur. 1932)
- 6 czerwca – Armand Gatti, francuski poeta, dramaturg i scenarzysta (ur. 1924)
- 11 czerwca – Marek Kwapiszewski, polski literaturoznawca (ur. 1946)
- 13 czerwca
  - A.R. Gurney, amerykański pisarz i dramaturg (ur. 1930)
  - Ulf Stark, szwedzki pisarz i scenarzysta (ur. 1944)
- 18 czerwca
  - Jacek Brzozowski, polski literaturoznawca (ur. 1951)
  - Zofia Pomian-Piętka, polska pisarka i poetka (ur. 1928)
- 23 czerwca – Margaux Fragoso, amerykańska pisarka
- 27 czerwca – Michael Bond, brytyjski pisarz (ur. 1926)
- 30 czerwca – Tadeusz Kijonka, polski poeta (ur. 1936)
- 3 lipca – Paolo Villaggio, włoski aktor i pisarz (ur. 1932)
- 4 lipca – Daniił Granin, rosyjski pisarz (ur. 1919)
- 5 lipca – Irena Ratuszyńska, rosyjska poetka (ur. 1954)
- 10 lipca
  - Augustin Buzura, rumuński pisarz i dziennikarz (ur. 1938)
  - Peter Härtling, niemiecki pisarz (ur. 1933)
- 12 lipca – Symcha Symchowicz, polsko-kanadyjski pisarz i poeta pochodzenia żydowskiego (ur. 1921)
- 13 lipca – Liu Xiaobo, chiński pisarz i literaturoznawca (ur. 1955)
- 14 lipca
  - Anne Golon, francuska pisarka (ur. 1921)
  - Julia Hartwig, polska poetka, eseistka i tłumaczka literatury pięknej (ur. 1921)
- 18 lipca – Max Gallo, francuski historyk, powieściopisarz i eseista (ur. 1932)
- 2 sierpnia – Wanda Chotomska, polska pisarka i poetka (ur. 1929)
- 7 sierpnia – Mieczysław Czajkowski, polski prozaik, poeta i publicysta (ur. 1926)
- 8 sierpnia – Gonzague Saint Bris, francuski pisarz i dziennikarz (ur. 1948)
- 9 sierpnia – Jan Zbigniew Słojewski, polski krytyk literacki i felietonista (ur. 1934)
- 10 sierpnia
  - Jiří Kuběna, czeski poeta (ur. 1936)
  - Halina Popławska, polska pisarka i tłumaczka (ur. 1918)
- 11 sierpnia:
  - Peter Bürger, niemiecki literaturoznawca i krytyk literacki (ur. 1936)
  - Richard Gordon, brytyjski lekarz i pisarz (ur. 1921)
- 13 sierpnia:
  - Zofia Garbaczewska-Pawlikowska, polska poetka i malarka (ur. 1922)
  - Abd al-Karim Ghallab, marokański powieściopisarz (ur. 1919)
  - Victor Pemberton(inne języki), brytyjski pisarz (ur. 1931)
- 17 sierpnia – Krzysztof Derdowski, polski poeta
- 19 sierpnia
  - Brian Aldiss, brytyjski pisarz science-fiction, krytyk i wydawca fantastyki (ur. 1925)
  - Janusz Głowacki, polski prozaik, dramaturg, felietonista i eseista (ur. 1938)
- 21 sierpnia – Réjean Ducharme, kanadyjski powieściopisarz i dramaturg (ur. 1941)
- 30 sierpnia – Marjorie Boulton, brytyjska literaturoznawczyni, pisarka i poetka (ur. 1924)
- 3 września – John Ashbery, amerykański poeta (ur. 1927)
- 8 września – Jerry Pournelle, amerykański pisarz, eseista i dziennikarz (ur. 1933)
- 11 września – J.P. Donleavy, amerykański pisarz (ur. 1926)
- 16 września – Petr Šabach, czeski prozaik (ur. 1951)
- 19 września
  - Horst Herrmann, niemiecki pisarz, teolog (ur. 1940)
  - Ivo Vodseďálek, czeski poeta (ur. 1931)
- 24 września – Jacek Pałka, polski pisarz (ur. 1967)
- 1 października – František Listopad, czeski i portugalski poeta, prozaik, eseista, tłumacz i reżyser (ur. 1921)
- 7 października – Jerzy Roman Krzyżanowski, polski literaturoznawca, pisarz i publicysta (ur. 1922)
- 12 października – Wiesław Paweł Szymański, polski krytyk literacki, historyk literatury i prozaik (ur. 1932)
- 14 października
  - Yambo Ouologuem, malijski pisarz (ur. 1940)
  - Richard Wilbur, amerykański poeta (ur. 1921)
- 27 października – Milan Nápravník, czeski pisarz (ur. 1931)
- 1 listopada – Władimir Makanin, rosyjski pisarz (ur. 1937)
- 6 listopada
  - Roman Bratny, polski prozaik, poeta i publicysta (ur. 1921)
  - Kasem Trebeshina, albański pisarz (ur. 1926)
- 20 listopada – Peter Berling, niemiecki pisarz i aktor (ur. 1934)
- 29 listopada – Don Coles, kanadyjski pisarz (ur. 1927)
- 5 grudnia – Jean d’Ormesson, francuski pisarz i publicysta (ur. 1925)
- 6 grudnia – William H. Gass, amerykański prozaik, krytyk i eseista (ur. 1924)
- 17 grudnia – Leszek Aleksander Moczulski, polski poeta (ur. 1938)
- 28 grudnia – Sue Grafton, amerykańska pisarka powieści kryminalnych (ur. 1940)

## Nagrody
- Alfred-Döblin-Preis – María Cecilia Barbetta(inne języki)
- American Book Award – Yaa Gyasi za Homegoing
- Angelus - nagroda translatorska – Wiktor Dłuski za przekład Opowieści ostatnich dni Olega Pawłowa
- Anna Seghers-Preis – Maren Kames
- Baileys Women’s Prize for Fiction – Naomi Alderman za powieść Siła
- Eichendorff-Literaturpreis – Michael Krüger
- Ernst-Jandl-Preis für Lyrik – Monika Rinck(inne języki)
- Górnośląska Nagroda Literacka „Juliusz” – Monika Muskała za książkę Między Placem Bohaterów a Rechnitz. Austriackie rozliczenia
- Magnesia Litera – Bianca Bellová za Jezero
- Nagroda Bookera – George Saunders za Lincoln in the Bardo
- Nagroda Camõesa – Manuel Alegre
- Nagroda Cervantesa – Sergio Ramírez
- Nagroda Comptona Crooka – Ada Palmer(inne języki) za Too Like The Lightning
- Nagroda Conrada – Anna Cieplak za powieść Ma być czysto
- Nagroda Franza Kafki – Margaret Atwood
- Georg-Büchner-Preis – Jan Wagner
- Nagroda im. Bolesława Leśmiana – Dawid Jung i Paweł Bień[164]
- Nagroda im. Cypriana Kamila Norwida (literatura) – Jacek Bocheński
- Nagroda im. Natalii Gorbaniewskiej – Andrea Trompa za Dom kata
- Nagroda im. Ryszarda Kapuścińskiego – Rana Dasgupta za książkę Delhi. Stolica ze złota i snu
- Nagroda Kościelskich – Urszula Zajączkowska za tom Minimum
- Nagroda Księżniczki Asturii w dziedzinie literatury – Adam Zagajewski
- Nagroda Literacka dla Autorki Gryfia – Katarzyna Boni za Ganbare! Warsztaty umierania
- Nagroda Literacka Europy Środkowej „Angelus” – Oleg Pawłow za Opowieść ostatnich dni
- Nagroda Literacka Gdynia (kategoria esej) – Krzysztof Siwczyk za Koło miejsca/Elementarz
- Nagroda Literacka Gdynia (kategoria poezja) – Michał Soból za tom Schrony
- Nagroda Literacka Gdynia (kategoria proza) – Salcia Hałas za powieść Pieczeń dla Amfy
- Nagroda Literacka Gdynia (kategoria przekład na język polski) – Ryszard Engelking za tłumaczenie Szkoły uczuć Gustave’a Flauberta
- Nagroda Literacka im. Józefa Mackiewicza – Jacek Kowalski za książkę pt. Sarmacja. Obalanie mitów
- Nagroda Literacka im. Juliana Tuwima – Ewa Lipska
- Międzynarodowa Nagroda Literacka im. Zbigniewa Herberta – Breyten Breytenbach
- Nagroda Literacka m.st. Warszawy w kategorii „Warszawski twórca” – Hanna Krall
- Nagroda Literacka m.st. Warszawy w kategorii „Proza” – Stanisław Aleksander Nowak za książkę Galicyanie
- Nagroda Literacka m.st. Warszawy w kategorii „Poezja” – Jerzy Kronhold za tom Skok w dal
- Nagroda Literacka m.st. Warszawy w kategorii „Literatura dziecięca” – Marcin Szczygielski (tekst) i Magda Wosik (ilustracje) za książkę Klątwa dziewiątych urodzin
- Nagroda Literacka m.st. Warszawy w kategorii „Edycja warszawska” – Grzegorz Piątek za książkę Senator. Kariera Stefana Starzyńskiego
- Nagroda Nike – Cezary Łazarewicz za Żeby nie było śladów
- Nagroda Nobla w dziedzinie literatury – Kazuo Ishiguro
- Nagroda Nordycka Akademii Szwedzkiej – Dag Solstad
- Nagroda "Nowych Książek" – Piotr Matywiecki za Stary gmach
- Nagroda Poetycka im. Konstantego Ildefonsa Gałczyńskiego, Orfeusz – Małgorzata Lebda za tom Matecznik
- Nagroda Poetycka im. Konstantego Ildefonsa Gałczyńskiego, Orfeusz Mazurski – Alicja Bykowska-Salczyńska za tom Cno
- Nagroda im. Wisławy Szymborskiej – Marcin Sendecki
- Nagroda Polskiego PEN Clubu im. Jana Parandowskiego – Józef Hen
- Nagroda Polskiego PEN Clubu im. Ksawerego i Mieczysława Pruszyńskich – Ewa Łętowska
- Nagroda Pulitzera (poezja) – Tyehimba Jess(inne języki) za Olio
- Nagroda Pulitzera (proza) – Colson Whitehead za The Underground Railroad
- Nagroda Pulitzera (dramat) – Lynn Nottage za Sweat
- Nagroda Runeberga – Peter Sandström za Laudatur
- Nagroda Václava Buriana w dziedzinie poezji – Tomasz Różycki
- Nagroda Václava Buriana za wkład w dziedzinie kultury do dialogu środkowoeuropejskiego – László Szigeti
- Paszport „Polityki” – Natalia Fiedorczuk za książkę Jak pokochać centra handlowe
- Paul-Celan-Preis – Christiane Körner
- Peter-Huchel-Preis für Lyrik – Orsolya Kalász za Das Eine
- Peter-Weiss-Preis – Milo Rau
- Prix des Deux Magots – Kéthévane Davrichewy za L'Autre Joseph
- Prix Goncourt de la nouvelle – Raphaël Haroche za Retourner à la mer
- Prix Goncourt de la poésie – Franck Venaille
- Prix Goncourt de la biographie – Marianne et Claude Schopp za Dumas fils ou l'Anti-Œdipe
- Poznańska Nagroda Literacka – Nagroda im. Adama Mickiewicza – Tadeusz Sławek
- Poznańska Nagroda Literacka – Stypendium im. S. Barańczaka – Małgorzata Lebda
- Rosyjska Nagroda Bookera – Aleksandra Nikołajenko za książkę Убить Бобрыкина. История одного убийства (Zabić Bobrykina. Historia pewnego zabójstwa)
- Státní cena za literaturu (Nagroda Państwowa za Literaturę, Czechy) – Jáchym Topol za powieść Citlivý člověk i dotychczasową twórczość pisarską
- Wrocławska Nagroda Poetycka „Silesius” (za całokształt pracy twórczej) – Andrzej Sosnowski
- Wrocławska Nagroda Poetycka „Silesius” (za książkę roku) – Jacek Podsiadło za tom Włos Bregueta
- Wrocławska Nagroda Poetycka „Silesius” (za debiut roku) – Radosław Jurczak a tom Pamięć zewnętrzna